# Bozca (Viranşehir)
Bozca (kurmandschi: Xirbe Belek) ist ein überwiegend jesidisches Dorf im Südosten der Türkei. Das Dorf liegt ca. 21 km südöstlich von Viranşehir im gleichnamigen Landkreis Viranşehir in der Provinz Şanlıurfa. Der Ort befindet sich in Südostanatolien.

## Geschichte und Bevölkerung
Der ursprüngliche Name des Dorfes lautet Xirbe Belek. Durch die Türkisierung geographischer Namen in der Türkei wurden die Dörfer umbenannt.
Die Jesiden aus den 50 Dörfern im Kreis Viranşehir werden behördlich anerkannt, jedoch sind sie in der Türkei starker Diskriminierung ausgesetzt.